# Comitè Central de Milícies Antifeixistes de Catalunya
El Comitè Central de Milícies Antifeixistes de Catalunya fou un organisme creat el 21 de juliol del 1936 a Barcelona per Lluís Companys per organitzar militarment les forces que lluitaven contra l'alçament militar a Catalunya durant la Guerra Civil espanyola i per coordinar els cossos armats de milicians que sortien cap al front d'Aragó. En la pràctica fou l'òrgan efectiu de govern de Catalunya entre juliol i setembre de 1936, davant la situació revolucionària que dominava el país.

## Antecedents
El cop d'estat del 18 de juliol no qualla a Barcelona ni a la resta de Catalunya gràcies a la victòria aconseguida sobre les tropes sublevades per part de les forces lleials al govern per una banda i la revolta obrera liderada per la CNT-FAI per l'altra. Aquests fets capgiren la distribució del poder a Catalunya: els anarquistes, fins feia poc relegats a la clandestinitat, emergeixen com la força principal després de vèncer i controlar posicions estratègiques a la ciutat com la caserna d'artilleria de Sant Andreu. Allà captura 30.000 fusells que distribueix entre els seus grups, avesats al que consideren l'inici de la revolució. El president Companys va convocar els representants anarquistes i aquests acudiren al Palau de la Generalitat la tarda del 20 de juliol armats, descamisats i bruts després de prop de dos dies de combat.

## Creació
| «                    | Companys proposà als dirigents anarcosindicalistes la creació d'un nou organisme, integrat per representants de totes les forces polítiques esquerranes i sindicals, que s'encarregués de fer front a l'amenaça feixista. Aquest organisme s'havia d'anomenar Comitè Central de Milícies Antifeixistes. El primer objectiu que es plantejava Companys era reorganitzar les forces armades a través d'aquest nou organisme, i donava aquesta finalitat al Comitè de Milícies, que proposava a totes les forces polítiques i sindicals tot esperant que els anarquistes, essencialment homes combatius, s'hi integrarien i es desentendrien de les qüestions polítiques'.' | » |
| — Ramon Brusco, 2003 | |   |

Els dirigents acceptaren a condició que l'esmentat Comitè fos l'òrgan superior de Catalunya en els àmbits de política, economia i exèrcit. A partir de la seva creació, el dia 21, el Comitè va donar resposta a la nova correlació de forces sorgida després de l'esclafament de l'alçament militar a Catalunya.
El Comitè va aplegar representants de les organitzacions sindicals i els partits del Front Popular, encara que el predomini era netament anarcosindicalista sota les figures de Joan Garcia Oliver, Buenaventura Durruti i Diego Abad de Santillán. Figuraren en el primer comitè central tres dirigents de la CNT (Buenaventura Durruti, Josep Asens Giol i Joan García Oliver), dos de la FAI (Diego Abad de Santillán i Aurelio Fernández), tres de la UGT (José del Barrio, Salvador González i Antonio López Raimundo), un del PSUC (Josep Miret i Musté), dos del Partit Obrer d'Unificació Marxista (POUM) (Josep Rovira i Canals i Julián Gorkin), tres d'ERC (Artemi Aiguader i Miró, Jaume Miravitlles i Navarra i Joan Pons), un de la Unió de Rabassaires (Josep Torrents i Rossell), un d'Acció Catalana Republicana (Tomàs Fàbregas Valls) i Lluís Prunés i dos militars, assessors de la Generalitat (Vicenç Guarner i Josep Guarner).
A proposta de Martí Barrera i Maresma es creà l'11 d'agost de 1936 el Consell d'Economia de Catalunya per tirar endavant el Pla de Transformació Socialista del País, transformant les bases econòmiques i socials de Catalunya.

## Funcionament
El comitè organitzà les milícies obreres i les columnes que partiren cap als fronts d'Aragó i Madrid, i estigué implicat en el desafortunat desembarcament de Mallorca. La falta de disciplina, instrucció i d'un comandament centralitzat, així com un armament obsolet i deficient esdevingué un factor endèmic i determinant en la seva capacitat de combat. Tanmateix foren capaces de falcar i organitzar en pocs dies, un front a Aragó amb una força que rondava els 11.000 efectius, entre militars i milicians.
El Comitè i la Conselleria de Defensa foren els responsables d'armar i equipar les columnes de milicians. Amb el tractat de no-intervenció aplicat a partir del 8 d'agost de 1936, és feu impossible la compra legal de material de guerra a les democràcies europees, el comité es veié obligat a comprar armes de manera il·legal a traficants i passar-les a través de la frontera francesa.
Durant els dos mesos del seu funcionament, el buit d'autoritat que comportà va permetre que arreu del país s'establís un règim caòtic de terror per part de les columnes que es dirigien al front d'Aragó i les anomenades Patrulles de Control, que comportà l'assassinat de milers de persones (sobretot eclesiàstics o persones que tenien relació amb l'Església, simpatitzants dels partits de centre i centredreta o simplement persones benestants), així com la crema de nombrosos edificis religiosos i els objectes artístics i els arxius parroquials que contenien.
El setembre de 1936 la CNT-FAI, els diversos partits democràtics i la Generalitat republicana d'ERC pacten la dissolució del Comitè Central de Milícies Antifeixistes de Catalunya quan la situació militar s'estabilitzà i calia crear un únic centre de poder polític garantit pel govern de la Generalitat de Catalunya, en el qual s'integraren els mateixos partits i sindicats que componien el Comitè, i per tractar d'acabar amb les violències que protagonitzaven arreu les seves patrulles de control, i fou dissolt el 27 de setembre de 1936 pel mateix Companys.
Al seu torn, després de la publicació dels decrets que configuraven el nou Exèrcit Popular de la República, el 28 d'octubre el Diari Oficial de la Generalitat va publicar un nou decret de la Conselleria de Defensa que proclamava la militarització de les milícies, que foren absorbides per l'exèrcit regular republicà. i l'autoritat sobre les patrulles de control va passar a mans d'un nou organisme del govern creat expressament: la Junta de Seguretat Interior de Catalunya, que es va deixar en mans del cenetista i faista Aurelio Fernández.